# Karin Larsson (simmare)
Anna Karin Larsson, senare Ahlström, född 30 augusti 1941 i Malmö, död 21 september 2019 i Halmstad, var en svensk simmare.
Karin Larsson var äldre syster till simmarna Gunnar Larsson och Kristina Larsson. Hon simmade för SK Ran i Malmö. Som 15-åring deltog hon i OS 1956 i Melbourne på 400 meter frisim där hon kom på 12:e plats med tiden 5.18,3. Karin Larsson deltog också i lagkappen 4x100 meter fritt som slutade på 6:e plats på 4.30,0.
Vid OS 1960 i Rom simmade Larsson 100 meter fritt och slutade på 16:e plats med tiderna 66,3 i försök och 66,5 i semifinal. På 100 meter fjäril kom hon på 14:e plats med tiden 1.15,0. I frisimslagkappen blev det återigen en 6:e plats, nu på tiden 4.25,1. Laget bestod av Inger Thorngren, yngre systern Kristina Larsson, Bibbi Segerström och Karin Larsson.